# Tití de Cruz Lima
El tití de Cruz Lima (Leontocebus cruzlimai) és una espècie de primat de la família dels cal·litríquids. És endèmic de l'estat brasiler de l'Amazones. Anteriorment era considerat sinònim del tití de cap bru (L. fuscicollis). El seu pelatge és majoritàriament de color taronja rogenc, amb la cua negra i les celles blanques. Fou anomenat en honor de l'advocat, pintor, escriptor, arqueòleg i naturalista brasiler Eládio da Cruz Lima.